# Acacia beckleri
Acacia beckleri é uma espécie de leguminosa do gênero Acacia, pertencente à família Fabaceae.